# Andre Spencer
Andre Devell Spencer (Stockton, California, 20 de julio de 1964-4 de agosto de 2020) fue un jugador de baloncesto estadounidense que disputó dos temporadas en la NBA, desarrollando el resto de su carrera en Europa, Asia y Sudamérica. Con 1,98 metros de estatura, lo hacía en la posición de alero.

## Trayectoria deportiva

### Universidad
Comenzó jugando en el Bakersfield Community College, donde jugó dos años. De ahí pasó a los Lumberjacks de la Universidad del Norte de Arizona, donde jugó dos temporadas en las que promedió 14,7 puntos, 5,4 rebotes y 1,7 asistencias por partido. En 1986 fue incluido en el mejor quinteto de la Big Sky Conference, liderando la conferencia en porcentaje de tiros de campo, con un 61,0%.

### Profesional
Tras no ser elegido en el Draft de la NBA de 1990, jugó en diferentes equipos europeos y en la CBA hasta que en 1992, tras probar primero con los Indiana Pacers, fichó por los Atlanta Hawks de la NBA. Disputó 3 partidos, en los que no llegó a anotar.
Dos meses después, fichó por diez días con los Golden State Warriors, con los que acabó renovando hasta el final de la temporada. Disputó un total de 17 partidos, en los que promedió 11,0 puntos y 4,7 rebotes. Renovó por una temporada más, pero tras 5 partidos de la siguiente campaña, fue despedido. Volvió a las ligas menores, hasta que en marzo de 1994 fichó por los Sacramento Kings, con los que acabó la temporada promediando 6,0 puntos y 2,7 rebotes por partido.
En diciembre de 1994 fichó por el Estudiantes Caja Postal de la liga ACB española, sustituyendo al lesionado Harper Williams. Jugó el resto de la temporada, promediando 13,8 puntos y 5,8 rebotes por partido.
Su carrera continuó en diferentes ligas de todo el mundo, colgando las botas en 2001 tras vestir la camiseta del Ironi Ramat Gan israelí.

## Estadísticas de su carrera en la NBA

### Temporada regular
| Temporada | Edad | Equipo                | Liga | Pos. | P  | TIT | MIN  | TC  | TCA | %TC  | 3P  | 3PA | %3P  | 2P  | 2PA | %2P  | TL  | TLA | %TL  | R.OF. | R.DEF. | REB | ASIS | ROB | TAP | PER | FP  | PTS  |
| 1992-93   | 28   | TOTAL                 | NBA  | SF   | 20 | 1   | 21.1 | 3.7 | 8.2 | .448 | 0.0 | 0.1 | .000 | 3.7 | 8.1 | .453 | 2.1 | 2.7 | .759 | 1.9   | 2.2    | 4.1 | 1.2  | 0.9 | 0.4 | 1.3 | 3.2 | 9.4  |
| 1992-93   | 28   | Atlanta Hawks         | NBA  | SF   | 3  | 0   | 5.0  | 0.0 | 1.0 | .000 | 0.0 | 0.0 |      | 0.0 | 1.0 | .000 | 0.0 | 0.0 |      | 0.0   | 0.3    | 0.3 | 0.0  | 0.7 | 0.0 | 0.7 | 1.0 | 0.0  |
| 1992-93   | 28   | Golden State Warriors | NBA  | SF   | 17 | 1   | 23.9 | 4.3 | 9.4 | .456 | 0.0 | 0.1 | .000 | 4.3 | 9.3 | .462 | 2.4 | 3.2 | .759 | 2.2   | 2.5    | 4.7 | 1.4  | 0.9 | 0.4 | 1.4 | 3.6 | 11.0 |
| 1993-94   | 29   | TOTAL                 | NBA  | SF   | 28 | 1   | 12.5 | 1.9 | 4.2 | .441 | 0.0 | 0.0 |      | 1.9 | 4.2 | .441 | 2.0 | 2.8 | .714 | 1.1   | 1.5    | 2.6 | 0.8  | 0.7 | 0.3 | 0.8 | 1.5 | 5.7  |
| 1993-94   | 29   | Golden State Warriors | NBA  | SF   | 5  | 1   | 12.6 | 1.8 | 3.6 | .500 | 0.0 | 0.0 |      | 1.8 | 3.6 | .500 | 0.6 | 0.8 | .750 | 0.8   | 1.6    | 2.4 | 0.6  | 0.2 | 0.4 | 0.4 | 1.2 | 4.2  |
| 1993-94   | 29   | Sacramento Kings      | NBA  | SF   | 23 | 0   | 12.4 | 1.9 | 4.3 | .430 | 0.0 | 0.0 |      | 1.9 | 4.3 | .430 | 2.3 | 3.2 | .712 | 1.1   | 1.5    | 2.7 | 0.8  | 0.8 | 0.2 | 0.8 | 1.6 | 6.0  |
| Total     |      |                       | NBA  |      | 48 | 2   | 16.1 | 2.6 | 5.9 | .445 | 0.0 | 0.0 | .000 | 2.6 | 5.8 | .448 | 2.0 | 2.7 | .733 | 1.4   | 1.8    | 3.2 | 1.0  | 0.8 | 0.3 | 1.0 | 2.2 | 7.2  |